# 北本市
北本市（日语：／ Kitamoto shi */?）是日本埼玉縣東部中央的城市，人口約7万人。

## 交通

### 鐵路
東日本旅客鐵道
- 高崎線：北本站

## 友好城市
- 日本福岛县會津坂下町 （1992年）